# Чико (Калифорния)
Чико (на английски: Chico) е град в окръг Бют, щата Калифорния. Населението на Чико е 101 000 жители (2020), а общата му площ е 71,90 км² (27,80 мили²). В Чико се намира Калифорнийския щатски университет – Чико. Чико е основан през 1860 г. от генерал Джон Бидуел, а получава статут на град през 1872 г. В Чико е разположен Бидуел парк, един от най-големите градски паркове в САЩ.